# توماس فلين
توماس فلين (بالإنجليزية: Thomas Flynn)‏ (23 نوفمبر 1990 بنيوكاسل أبون تاين في المملكة المتحدة - ) هو لاعب كرة قدم بريطاني في مركز حراسة المرمى. لعب مع نادي هيبرنيان ونادي ألوا أثليتيك وAlfreton Town F.C. ‏ ونادي كاودينبيث لكرة القدم ونادي ألبيون روفرز.

## وصلات خارجية
- توماس فلين على موقع قاعدة بيانات كرة القدم.إي يو (الإنجليزية)
- توماس فلين على موقع Soccerbase.com (لاعب) (الإنجليزية)
- توماس فلين على موقع Soccerway.com (الإنجليزية)